# Allied Properties (H.K.) Limited
アライドプロパティーズ（英文社名:Allied Properties (H.K.) Limited. ／略称:APL、中文社名:聯合地產（香港）有限公司、SEHK: Incorrect）は 、 主に香港と中国 において、 消費者および投資家向け金融サービス、不動産賃貸、ホテルの運営・管理、投資を目的とした不動産開発および販売などの事業を行っている会社。

## 歴史
APLは、1960年7月に Hsin Chong Investment Company, Limitedの商号で香港に設立され、その後、1980年12月に Hsin Chong Properties Limitedへ商号変更後、1987年1月に現在の商号に変更された。1981年にSEHK: Incorrectに上場。1988年 3月に、鹿島建設と合弁で Allied Kajima Limitedを設立（出資比率はともに50%）。1991年、この合弁会社による開発事業で、 Allied Group LimitedやAPLなどグループ企業の登録住所地となっているオフィスビル「 Allied Kajima Bldg」 （地上24階、地下2階、延床面積2万5000㎡） を建設した実績がある 。

## 会社概要
サンフンカイの株式61.43%を保有しており、サンフンカイを通じた不動産投資及びノンバンク事業も展開している。
中国本土での不動産開発・投資については、APLが大株主となっているTian An China Investments Company Limited（”Tian An”）が担当している。Tian An China Investmentsは、麻生セメント、鹿島との合弁会社。中国本土でマンション分譲、オフィス・商業施設・工業団地等の開発を展開し、2006年にはオリックスが約10%の株式を取得し資本参加している。
2019年12月末時点の総資産は605億3850万香港ドル（約8388億6890万円）、従業員数は2402名を有する。
| 法人名                                  | 出資比率 | 事業内容               |
| --------------------------------------- | -------- | ---------------------- |
| サンフンカイ(SEHK: 86)                  | 61.43%   | 消費者金融・不動産投資 |
| Tian An China Investments Co (SEHK: 28) | 48.9%    | 不動産開発・不動産投資 |
| APAC Resources Limited (SEHK: 1104)     | 37.9%    | 天然資源投資           |

|        | 2018年度 | 2019年度 |
| ------ | -------- | -------- |
| 売上高 | 4880     | 4753     |
| 総資産 | 57106    | 60538    |

reference：Annual report2019----引用

## 相関図
（Investor Presentation----引用)

## 主要関係会社
- Allied Kajima Limited
- Sun Hung Kai & Co., Limited サンフンカイ
- Tian An China Investments Company Limited
- Asiasec Properties Limited
- United Asia Finance Limited
- APAC Resources Limited